# فيكتوريانو ويرتا
فيكتوريانو هويرتا (1854 – 1916) هو جنرال وسياسي مكسيكي حكم المكسيك بين 18 فبراير 1913 إلى 15 يوليو 1914 خلال فترة الثورة المكسيكية وقد وحد نظامه عدة فصائل ثورية متعارضة.

## بدايات حياته
ولد ويرتا في 23 ديسمبر 1854 في كولوتلان، وبدأ مسيرته العسكرية كفتى، وتخرج من أكاديمة تشابولتيبيك العسكرية عام 1876، وحارب في ثورة بورفيريو دياز الناجحة ضد الرئيس ليردو. ولنحو ثمان سنوات كان ضمن اللجنة العسكرية، ومن عام 1890 إلى 1900 كان ضمن الهيئة العامة، وحارب لاحقا في الحملات الهندية في سونورا ويوكاتان. وعينه الرئيس بورفيريو دياز برتبة عميد. ورغم أنه كان مفضلا للدكتاتور دياز إلا أنه انحاز للرئيس التحرري فرانسيسكو ماديرو ورافق الدكتاتور السابق إلى فيراكروز، ثم نظم حملة ضد زاباتا وباسكوال أوروزكو عام 1912. من 9 إلى 18 فبراير قاد جيوشه عندما تمت محاصرة قوات دياز الثورية في ترسانة مكسيكو سيتي، وهناك قتل الآلاف من غير المقاتلين من نيران قوات ويرتا التي لم تكن منضبطة.

## الرئاسة
في 18 فبراير خان ويرتا الرئيس ماديرو وأطاح به وتولى بدله، وأجبر الرئيس ونائبه بينو سواريز (الذي قتل لاحقا) على الاستقالة، وألزم الكونغرس على الاعتراف بأخذه للمنصب. واعترف به كرئيس من قبل السفارات الأجنبية، وحل المجلس التشريعي وقمع المعارضة. في أكتوبر 1913 وصفه أحد أعضاء الكونغرس المكسيكي كمجرم واختفى هذا العضو بعد فترة قصيرة. واحتج عليه المندوبون فقام باعتقال 110 منهم، وأخذ بيده السلطة القضائية والتشريعية.
ساهمت عدة عوامل في الإطاحة به، مثل الثورة التي قادها فينوستيانو كارانزا وألفارو أوبريغون وبانشو فيلا وإيمليانو زاباتا وبالإضافة للعداء مع أمريكا (رفض الرئيس تيودور روزفلت الاعتراف به واحتل فيراكروز ومد السلاح لأعدائه)، ومنها ما يعرف بحادثة تامبيكو. ففي أبريل 1914 تم اعتقال بحارين أمريكيين واقتيدا من قارب أمريكي بسبب قضية صغيرة، وأدى رفضه لتقديم اعتذار ملائم لاحتلال فيراكروز. فأجبر على الاستقالة في 15 يوليو 1914. فاستقال وذهب إلى إسبانيا ثم أمريكا في أبريل 1915 واعتقل في يوليو من تلك السنة في تكساس بتهمة تنظيم ثورة في المكسيك ومرض في السجن وأطلق سراحه قبل أن يموت في إل باسو في 13 يناير 1916 عن 65 عاما.

## روابط خارجية
- فيكتوريانو ويرتا على موقع الموسوعة البريطانية (الإنجليزية)
- فيكتوريانو ويرتا على موقع إن إن دي بي (الإنجليزية)